# Vetrego
Vetrego est un hameau de la commune de Mirano dans la province de Venise en Vénétie (Italie).
Vetrego est une paroisse du diocèse de  Trévise.
Le patron est saint Sylvestre et la fête patronale a lieu le 31 décembre.
Le gentilé est vetreghesi.

## Le nom
Aujourd'hui, après les conclusions de l'archéologie, nous sommes sûrs que Vetrego existe au Ier siècle apr. J.-C.. Si on accrédite l'opinion de certains savants démontrant que le Roman « graticolato » a été mis en marge de la Lagune de Venise, il existait dans le pays au début de Venise époque. Il semble que pour être valide, l'argument selon lequel Vetrego vient de « Vetus Vicus » (vieux village).